# Guerre dei cloni
Le guerre dei cloni (in inglese Clone Wars) sono una serie di conflitti immaginari narrati nella saga fantascientifica di Guerre stellari. Menzionate brevemente nel primo film della serie del 1977 Guerre stellari (chiamate nel doppiaggio italiano guerre dei quoti), vengono mostrate nel dettaglio per la prima volta nei prequel L'attacco dei cloni (2002) e La vendetta dei Sith (2005). Le guerre dei cloni costituiscono inoltre l'ambientazione temporale delle serie animate Star Wars: Clone Wars e Star Wars: The Clone Wars e del film omonimo, oltre a romanzi, fumetti e videogiochi.
Nella cronologia interna alla saga, le guerre dei cloni si svolgono nel corso di tre anni, dal 22 al 19 BBY, per prevenire la secessione di numerosi sistemi stellari dalla Repubblica Galattica alla Confederazione dei Sistemi Indipendenti. Esse vedono contrapporsi la Repubblica Galattica, con il suo esercito di cloni, da cui il nome del conflitto, guidato dall'Ordine Jedi, e le armate di droidi dei separatisti. La guerra è segretamente orchestrata dal cancelliere supremo Palpatine, in realtà il signore oscuro dei Sith Darth Sidious, al fine di incrementare il suo potere, eliminare i Jedi e trasformare la democratica Repubblica Galattica nel tirannico Impero Galattico.
Le guerre dei cloni vennero concepite dall'autore della serie George Lucas per spiegare l'origine dell'Impero e il passaggio di Anakin Skywalker al lato oscuro. Il contesto politico e militare del conflitto trae ispirazione dagli avvenimenti della guerra del Vietnam e dello scandalo Watergate; tuttavia, nel corso del tempo è stato collegato anche ad altri conflitti, quali la guerra di secessione americana, la seconda guerra mondiale e la guerra in Iraq.

## Creazione e sviluppo
La prima menzione alle guerre dei cloni risale al film Guerre stellari, in cui si afferma che Ben Kenobi prese parte al conflitto al servizio del padre della Principessa Leila. Nell'adattamento italiano del film fu tradotto assai liberamente in "guerra dei quoti", una decisione che dipese in parte dalla scarsità di informazioni a disposizione all'epoca e dalla mancata conoscenza del ruolo che il conflitto avrebbe svolto nell'economia della saga. 
Le guerre dei cloni riemergono durante la stesura de L'Impero colpisce ancora, in cui George Lucas e Leigh Brackett considerarono l'idea di rendere Lando Calrissian un clone che aveva partecipato al conflitto e Boba Fett un membro di una truppa d'assalto decimata dai Jedi durante la guerra. Lucas si mantenne più reticente sui dettagli riguardanti le guerre dei cloni rispetto a qualsiasi altro elemento di Guerre stellari, al punto da renderle off-limit agli autori delle opere dell'Universo espanso. A causa del divieto imposto da Lucas, la prima bozza del romanzo di Timothy Zahn L'erede dell'Impero dovette essere riscritta perché includeva un clone impazzito di Obi-Wan Kenobi creato durante le guerre dei cloni.
Per vedere per la prima volta il conflitto si dovette attendere il film Star Wars: Episodio II - L'attacco dei cloni, in cui viene mostrata la battaglia iniziale delle guerre dei cloni. Nelle intenzioni iniziali di Lucas, Star Wars: Episodio III - La vendetta dei Sith si sarebbe dovuto aprire con un montaggio di sette battaglie su altrettanti pianeti, ma in seguito rielaborò la sceneggiatura decidendo di focalizzarsi invece su Anakin Skywalker. La mancata rappresentazione di queste sette battaglie fu uno dei motivi che spinsero Lucas a produrre la serie animata Star Wars: The Clone Wars, la quale avrebbe potuto esplorare il conflitto in modo più efficace e dettagliato.

### Influenze e analisi
George Lucas ha affermato che una delle fonti di ispirazione principali per le guerre dei cloni e il loro contesto politico fu l'epoca della guerra del Vietnam e dello scandalo Watergate. Il giornalista Chris Taylor ha invece notato dei parallelismi tra le guerre dei cloni e la seconda guerra mondiale, mentre Anne Lancashire dell'Università di Toronto con la guerra di secessione americana.
Diverse pubblicazioni hanno paragonato il contesto politico delle guerre dei cloni a quello, contemporaneo all'uscita de La vendetta dei Sith, della presidenza di George W. Bush e della guerra in Iraq; in particolare nelle misure intraprese da Palpatine e da Bush per fare leva sulle paure e le emozioni della gente per aumentare il proprio potere personale e limitare al tempo stesso la libertà dei cittadini, o la premeditazione nell'uso della guerra. Lucas ha sempre smentito tali osservazioni, affermando che la guerra in Iraq non era ancora iniziata quando iniziò a concepire le guerre dei cloni, sebbene egli stesso abbia ammesso dei parallelismi tra la guerra del Vietnam, che ha ispirato Guerre stellari, e il conflitto in Iraq. Il produttore della serie Rick McCallum ha confermato che le guerre dei cloni furono sviluppate prima della guerra in Iraq, aggiungendo che Lucas è «un prodotto del Vietnam».

## Storia

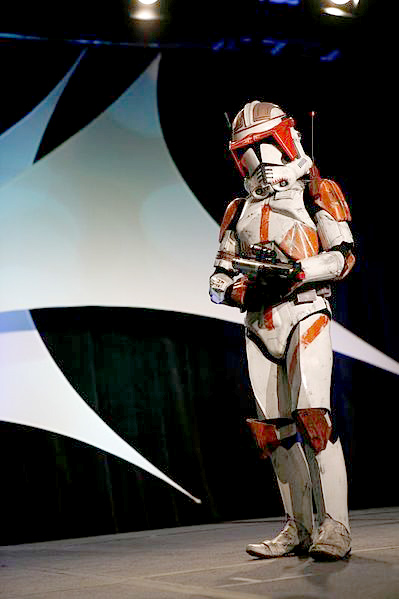
Cosplay di un clone trooper, i soldati che danno il nome al conflitto.

Già da molti decenni prima dello scoppio delle guerre dei cloni, la Repubblica Galattica si trovava in seria difficoltà: il senato galattico era strangolato dalla corruzione e dai burocrati, gli alti funzionari pensavano a soddisfare i loro interessi clientelari e a mantenere i propri privilegi anziché a provvedere al benessere della collettività. Ciò determinava un'estrema debolezza nei governi, che erano costretti all'immobilità totale, e generava nell'opinione pubblica un senso di sfiducia e di malcontento nei confronti delle istituzioni.
Durante il periodo successivo alla crisi di Naboo, l'insoddisfazione di molti popoli della repubblica si concretizza nella nascita della Confederazione dei Sistemi Indipendenti, un movimento separatista che ottiene subito le simpatie e l'appoggio di molti pianeti e corporazioni commerciali. Sotto la guida dell'ex maestro Jedi Conte Dooku, la nuova organizzazione crea immediatamente in molti dei mondi affiliati degli impianti di produzione per la realizzazione di un imponente esercito di droidi con cui sferrare un attacco a sorpresa alla Repubblica. Il cancelliere supremo Palpatine approfitta intanto della crisi separatista per estendere il suo mandato oltre i limiti costituzionali e farsi conferire poteri straordinari. Venuto a sapere delle preparazioni militari della confederazione, Palpatine attiva il grande esercito della Repubblica, un'armata di cloni commissionata anni prima dal Jedi Sifo-Dyas, e, insieme all'Ordine Jedi, attacca i separatisti su Geonosis, come narrato nel film L'attacco dei cloni, dando così il via al conflitto.
Le guerre dei cloni durano tre anni, dal 22 al 19 BBY, coinvolgendo una moltitudine di campi di battaglia in tutta la galassia, come mostrato nella serie animata Star Wars: The Clone Wars e nel film omonimo. Il comando dei cloni viene affidato ai Jedi in qualità di generali, mentre i separatisti sono guidati dal Conte Dooku e dal Generale Grievous, i quali obbediscono segretamente agli ordini del signore oscuro dei Sith Darth Sidious. Nel corso della battaglia di Coruscant ne La vendetta dei Sith, le forze separatiste invadono Coruscant con l'intento di rapire Palpatine, ma grazie all'intervento di Obi-Wan Kenobi e Anakin Skywalker il cancelliere è tratto in salvo e il Conte Dooku ucciso. In seguito Obi-Wan elimina anche il Generale Grievous su Utapau, infliggendo un duro colpo allo schieramento nemico.
Palpatine intanto si rivela essere Darth Sidious e la mente dietro l'intero conflitto. Scopertolo, i Jedi lo attaccano nel tentativo di catturarlo, ma Palpatine sopravvive grazie all'aiuto di Anakin, passato al lato oscuro e diventato il discepolo di Sidious con il nome di Dart Fener. Cavalcando l'impopolarità acquisita dai Jedi durante il conflitto, Palpatine li accusa di cospirare contro la Repubblica. Egli impartisce quindi l'Ordine 66, attivando un chip impiantato nel cranio dei cloni che li porta a ribellarsi ai loro generali e a ucciderli. La Grande Purga Jedi viene portata avanti da Dart Fener, che distrugge il Tempio Jedi e tutti i membri dell'ordine ivi presenti, per poi dare la caccia ai pochi Jedi sopravvissuti.
Dopo l'attuazione della grande purga Jedi, Palpatine raduna i leader della Confederazione dei Sistemi Indipendenti su Mustafar e li fa giustiziare da Dart Fener, dunque viene inviato un messaggio a tutte le armate droidi con l'ordine di smobilitare. Le guerre dei cloni si concludono poi ufficialmente con la seduta straordinaria del Senato, nella quale Palpatine si autoproclama imperatore della galassia, trasformando la Repubblica nell'Impero Galattico.

## Accoglienza
Chris Taylor ha definito le guerre dei cloni come una "parte rilevante della tradizione di Star Wars". Prima dell'uscita de L'attacco dei cloni, l'idea diffusa tra i fan della saga era che i cloni fossero un esercito invasore della galassia i quali affrontano l'Ordine Jedi e la Repubblica Galattica. Per questo lo scrittore Timothy Zahn ha definito l'inaspettata rivelazione del loro coinvolgimento "dalla parte dei buoni" ne L'attacco dei cloni come una "splendida sorpresa". Dopo aver visto la serie animata The Clone Wars, Zahn si disse contento che la Lucasfilm avesse rifiutato la sua bozza iniziale per L'erede dell'Impero, in cui il conflitto era rappresentato in modo diverso.

## Universo espanso
Le guerre dei cloni sono trattate estensivamente anche in opere dell'Universo espanso di Guerre stellari. La principale è la serie animata Star Wars: Clone Wars, che esplora diversi scontri del conflitto fino alla battaglia di Coruscant, colmando il divario temporale tra L'attacco dei cloni e La vendetta dei Sith. Le opere cartacee sono i fumetti Star Wars: Republic, Star Wars: Obsession e Star Wars: Jedi e la serie di romanzi Republic Commando, che trattano spesso storie autoconclusive all'interno del teatro della guerra.